# 颍西街道
颍西街道，是中华人民共和国安徽省阜阳市颍州区下辖的一个乡镇级行政单位。

## 行政区划
颍西街道下辖以下地区：
振兴社区、西湖社区、万和社区、新集社区、泉河社区、城郊社区、罗庄社区、卜子社区、八里社区、单桥村、刘棚村、魏庄村、岳新村、七渔河村、河水村、代郢村和郝庄村。